# サンチョ3世 (ナバラ王)

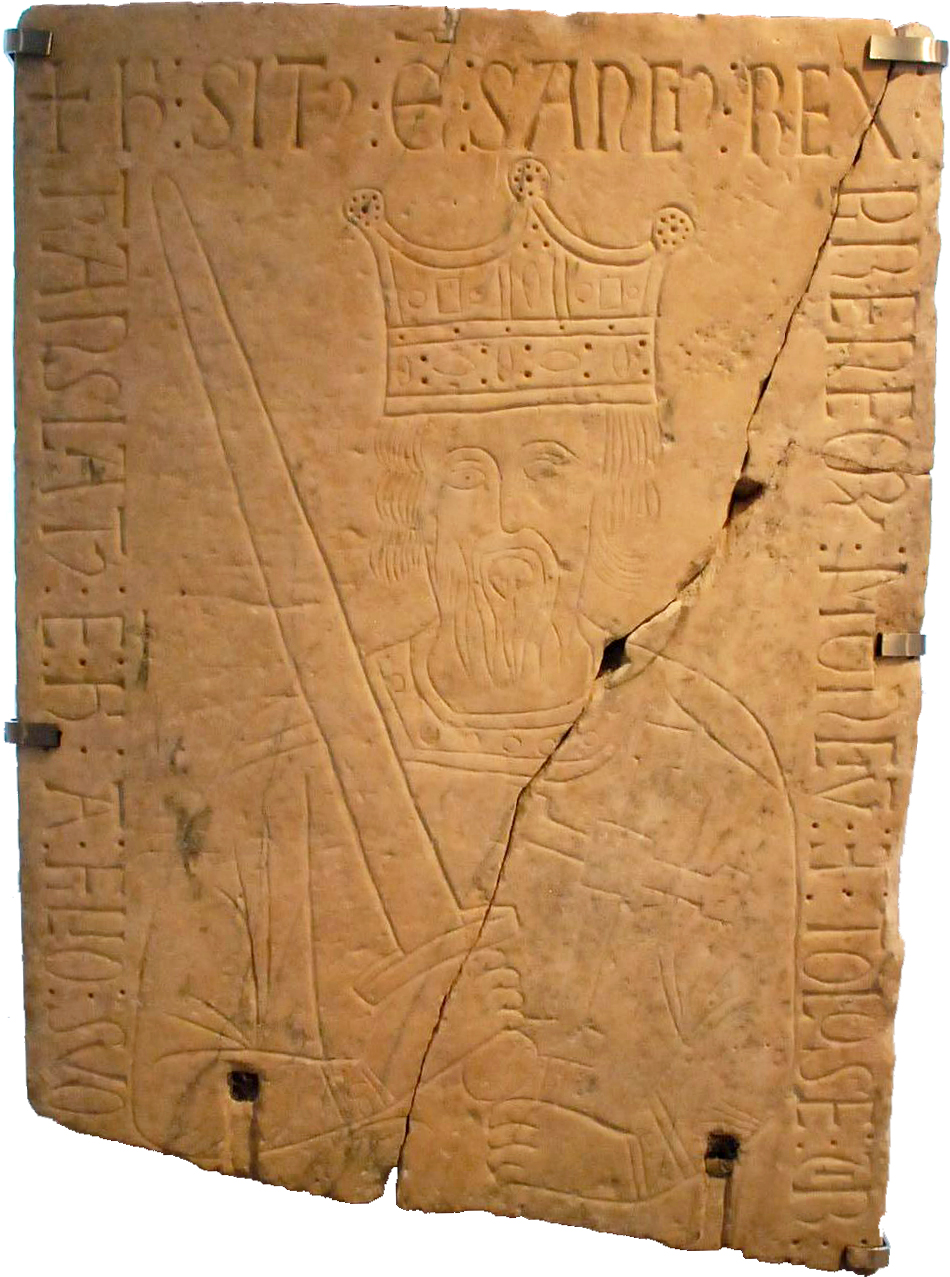
サンチョ・ガルセス3世の墓碑

サンチョ3世ガルセス（Sancho III Garcés, 10世紀以降 - 1035年10月18日）は、ヒメノ朝ナバラ王国の第6代国王（在位：1004年 - 1035年）。バスク人の民族的英雄である初代国王イニゴ・アリスタの末裔にあたる。積極的な婚姻外交によってカスティーリャ、アラゴン、レオンと北イベリアの多くのキリスト教国家を支配下に収め、「イベリア王」を名乗ったことから「大王（el Mayor）」と称される。

## 生涯
992年頃にガルシア2世サンチェスとセア伯フェルナンド・ベルムデスの娘であるヒメナ・フェルナンデスの間に生まれた。
1004年に即位したサンチョ3世は姻戚関係を元に近隣諸国の併合を企て、手始めに1016年と1018年に東のソブラルベとリバゴルサ（現ウエスカ県中央北部と北東部）を併合した。次にバルセロナ伯バランゲー・ラモン1世に援助と引き換えに臣従させ、既に相続していたアラゴン伯領と合わせ、東に領土を延ばしていった。
続いてカスティーリャ伯領とレオン王国も狙いに定めた。カスティーリャ伯ガルシア・サンチェスは妻ムニアの弟かつ幼少ということで後見人となり、1029年に義弟が暗殺されると、直ちに妻の権利を通してカスティーリャを手中に収めた。この間、ナバラ西部のアラバ・ビスカヤ・ギプスコアも手に入れている。
更に1030年頃から義理の甥に当たるレオン王ベルムード3世（妹ウラカがベルムード3世の継母）に干渉、ベルムード3世の姉サンチャと自分の次男フェルナンド（後のカスティーリャ王フェルナンド1世）と結婚させ着々と布石を固めた。そして1034年にレオンで貴族反乱が起こると、鎮圧を名目にレオンを軍事占領、ベルムード3世をガリシアへ追放して自らレオン王に収まった。こうして東西に長い領土を支配下に入れたサンチョ3世はヒスパニア皇帝を自称するまでになった。
なお、古来よりバスク人が移入していたフランス南部・ガスコーニュ公サンチョ・ギレルモとは従兄弟同士であったので、南仏により大きな所領を持てた可能性もあった。しかしこれは1034年にレオンの服属を優先したために果たされなかった。
内政ではヨーロッパからクリュニー会（クリュニー修道院）所属の修道士をナバラへ招聘、司教区の整備と修道院改革を推進、封建制度の導入にも尽力、ヨーロッパからの移民も奨励してイベリア半島への物資流通と人口増加、サンティアゴ・デ・コンポステーラの巡礼路に沿う町が次々と出来たことで、ヨーロッパ交流と文化の伝来がもたらされ、移民で新しく作られた町が増加しフエロによる自治都市が発展する先駆けとなった。また、レコンキスタには熱心でなかったが、辺境に城塞網を築き、側近の貴族集団に支配を委ね防衛・封建制度を整えていった。
レオン併合から翌年の1035年に死去。遺言で息子達に領土分割したことで、王国は急速に衰退した。

## 子女
カスティーリャ伯サンチョ・ガルシアの娘ムニア・エルビラ（ラ・マヨール、1067年没）と結婚した。息子たちは以下のように父の所領を継ぐことになり、結果としてバスク人王家がイベリアの諸貴族を従える格好になった。
- 庶長子：ラミロ1世（1007年頃 - 1063年） - ムニア・エルビラとの結婚以前にサンチャ・デ・アイバルとの間にもうけた息子。新たに設けられたアラゴン王国を継承。曾孫のペトロニラ女王の時代にカタルーニャとの同君連合（アラゴン連合王国）が成立する。
- 嫡男（次男）：ガルシア3世（5世）（1012年頃 - 1054年） - ナバラ王国を継承。
- 三男：フェルナンド1世（1015年頃 - 1065年） - カスティーリャ王国を継承。領土奪還を狙ったレオン王ベルムード3世を破り、レオン王にも戴冠した。「イベリア皇帝」を自称。
- 女子：ヒメナ（1018年 - 1063年） - レオン王ベルムード3世と結婚
- 四男：ゴンサロ（1020年頃 - 1043年） - ソブラルベ伯およびリバゴルサ伯を継承。急逝により、所領は異母兄ラミロ1世に継がれる。